# Melanie Valerio
Melanie Valerio (n. 7 mai 1969, Cleveland, Ohio, SUA) este o înotătoare americană, medaliată olimpică. A participat la o ediție a Jocurilor Olimpice (1996) în care a câștigat două medalii de aur.